# Asociația artiștilor plastici din România
Asociația artiștilor plastici din România - Curentul artistic românesc sau Asociația Curentul artistic românesc a fost o organizație artistică din București fondată în 3 noiembrie 1930 din inițiativa lui N. I. Guguianu. Asociația a fost condusă de în primi ani de Guguianu și de Gheorghe Labin, pentru ca din anul 1935 să aibă la conducerea sa pe N. I. Guguianu - președinte, Lascăr Banu - vicepreședinte, C. Epureanu - secretar general, C. Pantelimon - casier și Al. Dobrescu, Ion Gr. Popovici, C. Nicolaevici, cenzori.

## Înființare
Din cauza varietății crezurilor artistice, a spiritului de clan, a intereselor obscure ale unora și a veleităților șefilor de școli artistice, discordiile și frământările existente în viața artistică din București au dus la înființarea a numeroase societăți. Fondată în data de 3 noiembrie 1930, Asociația Curentul artistic românesc din inițiativa lui N. I. Guguianu, s-a impus posterității ca fiind un coagulator al tinerilor artiști, indiferent de direcția artistică.
Scopul manifest al asociației a fost promovarea artelor plastice și sprijinirea artiștilor valoroși prin intermediul unor expoziții anuale pe care le-a organizat sub titulatura Salonul de toamnă. Asociația a venit în întâmpinarea demersurilor artistice și prin organizarea de expoziții de artă contemporană în capitalele țărilor vecine României.
Comitetul de conducere al asociației era format din N. I. Guguianu - președinte și Gheorghe Labin - secretar. Din anul 1935 conducerea asociației a fost asigurată de Guguianu - președinte, Lascăr Banu - vicepreședinte, C. Epureanu - secretar general, C. Pantelimon - casier și Al. Dobrescu, Ion Gr. Popovici, C. Nicolaevici, cenzori.

## Manifestări artistice
Prima expoziție a fost deschisă în luna noiembrie 1931 în Palatul artelor de pe șoseaua Kiseleff, acolo unde se organizau de obicei Saloanele oficiale. Participarea artiștilor a fost una numeroasă datorită modului de constituire al juriului care era format din Nicolae Iorga - președinte, membrii juriului fiind Camil Ressu, Ștefan Dimitrescu, Gheorghe Petrașcu, Costin Petrescu, Jean Alexandru Steriadi, Cornel Medrea, Ion Iordănescu, Dimitrie Paciurea și Nicolae Tonitza. Participanții au fost Constantin Aricescu, Petre Bulgăraș, Constantin Artachino, Octavian Angheluță, Traian Bilțiu-Dăncuș, George Catargi, Corneliu Baba, Alexandru Ciucurencu, Ștefan Dimitrescu, Lucia Bălăcescu Demetriadi, Lucian Grigorescu, Micaela Eleutheriade, Gheorghe Labin, Eustațiu Stoenescu, Olga Greceanu, Alexandru Phoebus, Jean Alexandru Steriadi, Camil Ressu, Gheorghe Petrașcu, Margareta Sterian, Constantin Baraschi, Mac Constantinescu, Céline Emilian, Dimitrie Paciurea, Hans Mattis-Teutsch și Borgo Prund. Salonul de toamnă a fost bine primit atât de public, cât și de cronica de presă a timpului.
În anul 1932, asociația a deschis a doua expoziție. Ca și prima dată, juriul a fost format din personalități și din reprezentanții tuturor curentelor artistice prezente la manifestare.
În perioada 1933 - 1934, asociația nu a reușit să organizeze nicio expoziție.  Noul comitet de conducere din anul 1935 a reușit să deschidă a doua manifestare în luna septembrie 1935, tot la Palatul artelor. A fost cu această ocazie o largă participare a generației tinere cu 219 picturi și 30 de sculpturi. Cei care au pus lucrări pe simeze au fost:  Dudu Ajder, Adam Bălțatu, Nadejda Alexandrescu, Octav Angheluță, Elena Baludima Tacian, Artium Avachian, Lascăr Banu, Gheorghe Barbieri, Margareta Bărcianu, Elena Barbu Ipcar, Mina Bikwepper, Maria Chelsoi, Dan Băjenaru, Massaci, Jean Gheorghe Butoescu, Pia Căpșuneanu, Coca Rădulescu Crețoiu, Laura Cocea, Alexandru Ciucurencu, Ana Ciucurencu-Asvadurova, Eugen Drăguțescu, I. Dan, David Michael, Nuni Dona, Eugenia Doucet, Dumitru Nicorești, Maria Droc, Ecaterina Delghioz, Cristescu, Petre Dimitrescu, Marcel Enescu, Diamandi Lola Gelenter, Stelian Popescu Ghimpați, Ion Oherner, H. I. Guguianu, Sorin Ionescu, Gheorghe Labin, Paul Miracovici, Jean Panteli Stanciu, Alexandru Phoebus, Florenta Pretorian, Gheorghe Vânătoru (total 219 pieturi) și Borgo Prund, Cristea Grosu, Ion Irimescu, Ion Grigore Popovici cu 30 de sculpturi.
Calitatea expoziției a fost ținută de Oscar Han, Cornel Medrea, Camil Ressu, Gheorghe Petrașcu, Lucian Grigorescu și Francisc Șirato, artiști care au fost prezenți și în juriul evenimentului. Expoziția din 1935 a fost ultima din activitatea asociației.
Cu toate că asociația a avut o perioadă scurtă de activitate, ea a fost rodnică prin cele trei expoziții pe care le-a organizat. Un plus valoric a fost larga participare a tinerilor debutanți. Datorită personalităților care au jurizat evenimentele, s-a asigurat un nivel calitativ ridicat, fapt ce a creat mediul pentru confruntări artistice atât între participanți, cât și dintre ei și publicul vizitator.